# Отушищка джамия
Стара джамия (на македонска литературна норма: Стара џамија) е мюсюлмански храм в положкото село Отушище, северозападната част на Република Македония. Джамията е изградена в XIX век. Сградата е обявена за важно културно наследство на Република Македония.
Джамията се намира в централния дял на селото, на главната улица „Маршал Тито“. От всички страни е обиколена от улици и няма двор. От североизточната страна има стара воденица, която още работи. Джамията е от типа на еднопросторни ашхаб джамии, с квадратна основа, покрита с четирискатен покрив, с масивни каменни стени. Входът е през затворен трем, където са доградени чешми. На челната стена отляво и отдясно от входната врата има два михраба. Вратата е с декоративни геометрични елементи и стилизирани метални розети с халки. В молитвеното пространство доминира слепият дървен купол, обработен колоритно с флорални мотиви. Михрабът е декоративно обработен и поставен на югоизточния зид с минбар в ъгъла. На северозападния зид с дървена конструкция е поставен махвил – галерия. Стените са измазани и декорирани с равномерно поставени флорални елементи. Минарето е поставено на северозападния ъгъл на джамията. То е полигонално, в основата си градено от обработен камък бигор и завършва со конусен покрив. Преходът към шерефето е декориран със сталактити. На минарето са вградени две плочи, едната каменна, на която е годината 1324/1906-07, изписана на арабски, а другата мраморна със същата година и годината на реконструкция – 1988.